# Hanumandoddi, Raichur
Hanumandoddi là một làng thuộc tehsil Raichur, huyện Raichur, bang Karnataka, Ấn Độ.